# Pawło Sirotin
Pawło Anatolijowycz Sirotin, kirg. i ros. Павел Анатольевич Сиротин, ukr. Павло Анатолійович Сиротін lub Сіротін (ur. 29 września 1967 w Frunze, Kirgiska SRR) – kirgiski i ukraiński piłkarz, grający na pozycji bramkarza, trener piłkarski.

## Kariera piłkarska

### Kariera klubowa
W 1983 rozpoczął karierę piłkarską w klubie COR Frunze. W 1984 przeszedł do Ałgi Frunze, w której występował do 1991 roku, z wyjątkiem sezonu 1988, kiedy grał w Ałaju Osz. W 1992 po rozpadzie ZSRR wyjechał do Ukrainy, gdzie bronił barw klubów Krystał Czortków, Kremiń Krzemieńczuk, Bukowyna Czerniowce, Prykarpattia Iwano-Frankiwsk, Ternopil-Nywa-2, Nywa Tarnopol i Łukor Kałusz. W 2004 zakończył karierę piłkarską w Bukowynie Czerniowce. Ale potem występował w zespole amatorskim Mytnyk Waduł-Siret oraz futsalowej drużynie Merkurij-CzTEI Czerniowce. W 2007 powrócił na krótko do sportu zawodowego, grając w FK Łużany i Bukowynie Czerniowce do końca 2008 roku.

## Kariera trenerska
Jeszcze będąc piłkarzem Bukowyny rozpoczął karierę szkoleniową łącząc funkcje trenerskie. Od 2009 do 2010 pomagał trenować bramkarzy w Bukowynie Czerniowce. W 2010 powrócił do Kirgistanu, gdzie objął stanowisko głównego trenera Dordoj-94 Biszkek. W kwietniu 2011 został zaproszony na stanowisko głównego trenera rodzimej Ałgi Biszkek, ale w połowie sezonu 2012 podał się do dymisji.

## Sukcesy i odznaczenia

### Sukcesy klubowe
- wicemistrz Wtoroj ligi ZSRR: 1989
- brązowy medalista Wtoroj ligi ZSRR: 1987, 1991
- wicemistrz Ukraińskiej Pierwszej Ligi: 1996
- mistrz Ukraińskiej Drugiej Ligi: 2000